# 나카촌 (가나가와현 구라키군)
나카촌(일본어: 中村)은 일본 가나가와현 구라키군에 설치되었던 촌이다.

## 개요
가나가와현 구라기군 북부에 위치하고 있으며. 현재의 가나가와현 요코하마시 미나미구의 동부에 해당된다.

## 역사
원래는 무사시국 구라기군 이시카와촌의 일부였던 16세기 말에 요코하마촌과 호리노우치촌이 분촌하고, 잔존한 구역이 이시카와나카촌이라고  개칭했다. 1873년(메이지 6년), 요코하마의 시가지 확대와 함께 이미 시가지화되어 있던 동부에 이시카와초가 기립해 분리하였고, 잔존 구역이 1878년(메이지 11년)의 군구정촌 편제법에 의해 구라키군 나카촌이 되어, 1889년(메이지 22년)의 정으로 승격할 때도 단독으로 나카촌으로서 존속하였다. 1901년(메이지 34년)에 요코하마시에 편입되어 소멸하였다.

## 연혁
- 1889년 4월 1일 - 정촌제의 시행에 의해, 단독으로 촌제를 시행해 나카촌이 탄생하였다.
- 1901년 4월 1일 - 요코하마시에 편입하여, 같은 날 나카촌은 폐지하였다.
- 1927년 10월 1일 - 요코하마시가 구제를 시행해 구 촌역이 나카구가 되었다.
- 1943년 12월 1일 - 요코하마시 나카구의 고토부키 경찰서, 오오오카 경찰서 관내가 분구 해 미나미구를 신설. 구 촌역이 미나미구가 되어 현재에 이른다.

## 참고 문헌
- 角川日本地名大辞典編纂委員会,『角川日本地名大辞典 神奈川県』1984, 角川書店